# Schloss Unterlind

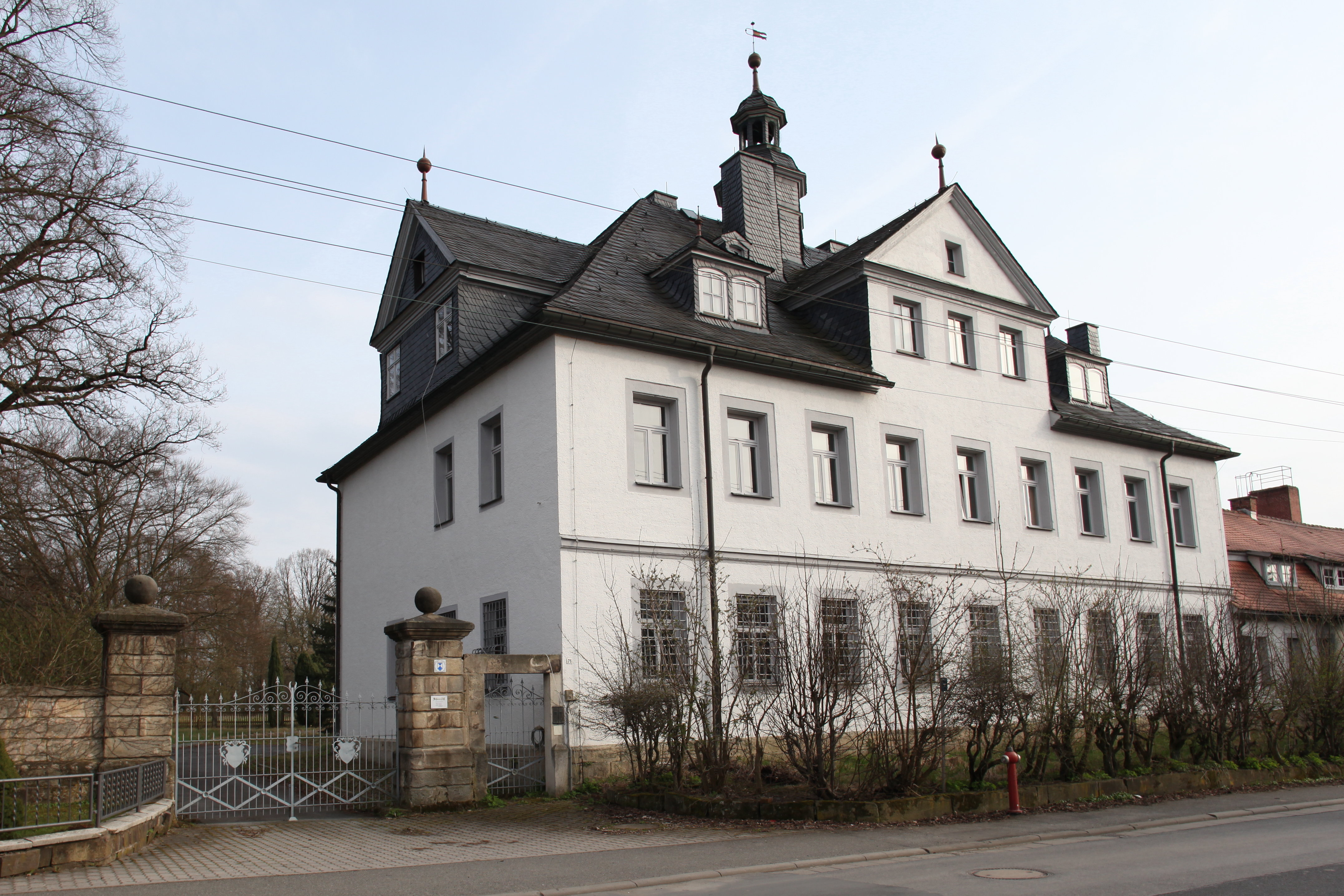
Schloss Unterlind

Das Schloss Unterlind entstand in seiner heutigen Form im Jahr 1710 in dem Sonneberger Ortsteil Unterlind (Thüringen).

## Geschichte
Das Schloss geht auf ein Rittergut aus dem späten Mittelalter zurück. Das Gebäude entstand 1710 für den kaiserlichen Generalfeldzeugmeister Georg Hartmann von Erffa als repräsentativer Wohnsitz. 1890 erwarb der Sonneberger Kaufmann Gustav Luge das rund zwei Hektar große Anwesen, das 1946 testamentarisch auf die Caritas überging. Von 1947 bis 1999 wurde das Schloss als Alten- und Pflegeheim genutzt. Anschließend kaufte es ein Hamburger Unternehmer für eine schönheitschirurgische Klinik mit Beauty-Farm, die allerdings nicht realisiert wurde.

## Architektur
Das denkmalgeschützte Barockschloss ist ein auf einem Sockel stehender zweigeschossiger Massivbau mit einem ausgebauten, schiefergedeckten Walmdach. Die symmetrisch gegliederten Fassaden der Gebäudelängsseiten haben neun Fensterachsen. Die mittleren drei Achsen sind durch Zwerchhäuser mit Dreiecksgiebeln betont. Ein achteckiger Dachreiter mit Welscher Haube und Laterne sowie zwei Bronzeglocken ist in Gebäudemitte angeordnet. Von der baugebundenen Ausstattung sind unter anderem noch Stuckdecken vorhanden, die den Brüdern Bartolomeo und Carlo Domenico Luchese zugeschrieben werden, und im Wohnzimmer im Obergeschoss ein Kamin mit einer mit Trophäen verzierten Kartusche im Aufsatz. Eine Einfriedung aus Sandsteinquadern umgibt den Park mit seinem historischen Pflanzenbestand, der im 18. und 19. Jahrhundert gestaltet wurde.